# Xoan Piñón
Xoan Piñón, nacido en La Coruña, es un fotógrafo profesional, músico y miembro de los grupos de música DOA y Deusa Tola.

## Biografía
Licenciado en medicina en 1975 por la Universidad de Santiago de Compostela. 
Fotógrafo autodidacta desde 1977, se dio a conocer con la serie "Iluminados", en sus comienzos combina el diseño gráfico con la fotografía. A partir de 1982 alterna la fotografía profesional con sus colecciones de autor. Su obra es variable en contenidos y forma; una inquietud por la experimentación, la búsqueda de la interiorización en el retrato y una narrativa sincera y poética, conviven con inmersiones en los mundos más inhóspitos del inconsciente humano. 
Músico vocacional ha realizado numerosas grabaciones con DOA (música popular y medieval gallegas) y como colaborador con otros artistas.

## Premios
- Premio de la Crítica Galicia. (Vigo) Accésit. (1982)
- Premio Honorífico Martín Códax de la Música con N.H.U. (2014)
- Premio Lux Plata Moda (1995)
- Cofundador del colectivo "Novos fotógrafos Coruñeses"
- Cofundador del grupo de fotógrafos gallegos "Canbranco" "Primera Fotobienal Vigo"
- Cofundador del colectivo "Malvís" (1978)

## Obra

### Colecciones fotográficas
- Iluminados (1977 a 1985) Fotografías en blanco y negro, coloreadas con óleo.
- Luz Coherente (1986) Fotografía experimental con luz láser e imágenes biomorfas. Diapositiva sobre Cibachrome.
- Inmateriales (1987) Plasmar lo intangible, realizada con Juan Martínez de la Colina.
- Nueva York (1987) La fascinación por la arquitectura, Diapositiva sobre Cibachrome.
- Galicia Terra Nai (1993) Colección que profundiza en la magia y misterio de Galicia. Blanco y Negro sobre papel baritado. Depositada en el Consello da Cultura Galega. Junta de Galicia.
- 10 Años de Moda (1985 a 1995) Arte publicitario en el sector de la moda. Una década de la Moda en Galicia. Técnicas variadas.
- A Memoria Recobrada (1997) Una visión personal de los artesanos del centro histórico de Santiago de Compostela. Técnicas de alto contraste sobre papel fotográfico.
- Momentos de Cine (1997) Retratos y escenas memorables del cine hecho en Galicia. Publicación de la Diputación de La Coruña.
- Espirais (1994 inacabada) Exposición basada en la forma espiral biológica y cósmica. Diapositiva 6x6 y 9x12.
- Dez Outonos no Courel (1994 - 2004) Sierra de O Courel, una búsqueda imposible de la semana señalada por el bosque. Diapositiva 6x6.
- A Paisaxe Humana (2003) Exposición 25 Aniversario del Festival de Ortigueira. Retratos a tamaño natural, las personas aparecen como un documento descontextualizado del festival.
- Extractos (2005) Abstracciones sobre masas de color y formas distorsionadas. Unha aproximación al mundo más onírico.
- A Horta de Carnati (2006- 2007) La turgencia de la tierra, seres vegetales que manifiestan explícitamente su existencia.
- Cámara Barroca (2010) La arquitectura barroca de Galicia.

### Actividades docentes
- Universidad de Vigo. Campus de Pontevedra. Facultad de Ciencias Sociales y de Comunicación. Profesor Invitado. Publicidad y Relaciones Públicas. Fotografía Práctica. Asignatura 4º curso.
- Consellería de Cultura. Junta de Galicia. Consorcio Audiovisual de Galicia.
- Formación de Monitores. “Audiovisual nas aulas”. Santiago de Compostela.
- Consellería de Educación. Junta de Galicia. “Tratamentos avanzados de Imáxes Dixitais”. Centro de Formación e Recursos. Plan de formación de profesores de Imagen.
- Cursos de Iluminación. CIMAT. Madrid. Bilbao. Málaga. Sevilla.
- Centro Español de Nuevas Profesiones. Ponencia “Moda Galega século XXI”. La Coruña.
- Escola de Imaxe e Son. "Arte publicitario" La Coruña. Conferencia.
- Escola de Artes Pablo Picasso. La Coruña. Conferencia.
- Consellería de Educación. Junta de Galicia CGAC “Encontros cos artistas plásticos galegos”. Santiago de Compostela.
- Universidade de Vigo. Facultad de Ciencias Sociais y de la Comunicación “Fotografía Publicitaria”. Pontevedra
- Diputación de Lugo. Centro de Artesanía e Diseño de la Diputación Provincial de Lugo. "A arte e a innovación"
- Mans centro de iniciativas empresariales. “Jornadas teórico-practicas de imagen y fotografía”. La Coruña
- ADFVA. "V Jornadas Internacionales de Fotografía Profesional". Gijón.
- Universidad de Santiago. Campus de Lugo. “Curso de Fotografía Digital”. Lugo.

### Exposiciones
- 1977: Galería El Ojo. Madrid.
- 1978: Caixa Galicia. La Coruña.
- 1979: Galería Prisma. Lugo.
- 1980: Galería Sargadelos. Madrid.
- 1981: Galería Pub O Patacón. La Coruña.
- 1982:

Galería Toquinho. La Coruña.
"1ª Fotobienal". Vigo.
"Novos Fotógrafos Coruñeses". Colectiva. Itinerante.
- 1983: Galería Cuartoscuro. Ferrol.
- 1984:

"I Jornades Fotográfiques a Valencia", Colectiva. Valencia.
Casa da cultura con Manuel Vilariño. Vigo.
Kiosco Alfonso "Novas formas vellas raíces". Colectiva. La Coruña.
Conde Duque, Colectiva. Madrid.
- 1985:

“FOCO 85”, Colectiva. Madrid.
Museo do pobo Galego, Colectiva. Santiago de Compostela.
Museo de Pontevedra, Colectiva. Pontevedra.
Caixa Galicia con Juan Rodríguez. La Coruña.
- 1986:

Museo do pobo galego "Sete tendencias fotográficas". Colectiva. Santiago de Compostela.
Galería Sargadelos. Santiago de Compostela.
Universidad Internacional Menéndez Pelayo, "Fuerzas atroces del noroeste". Santander, Kiosco Alfonso. La Coruña.
- 1987:

"Pintores y fotógrafos" con Juan Martínez de la Colina. Contactos La Coruña.
"Fotografía y Cine", Cinegalicia. Vigo.
"Fotografía y Teatro". Bilbao. 1988"
- 1988: "3ª Fotobienal". Vigo.
- 1989: "2ª Mostra Fotográfica. A Paisaxe". Asociación Fonmiñá. Colectiva. Lugo.
- 1990: "Foto erotismo", Colectiva. La Coruña.
- 1991: "Tradición e Deseño". Colectiva Stuttgart, Santiago, París, Zúrich.
- 1992:

Pabellón de Galicia, EXPO’92. Colectiva. Sevilla.
Junta de Galicia, "Galicia en Fotos", Colectiva. México, Buenos Aires.
- 1993:

Consello da Cultura Galega. "Galicia Terra Nai", Colectiva.
"Galicia Terra Única". La Coruña. Junta de Galicia.
- 1994:

Sala Salvador de Madariaga. La Coruña.
C.C. Cuatro Caminos. Passport Scotch Gallery. "Irrealidades". La Coruña.
- 1995: Casa da Parra, Junta de Galicia, "Urbe, Natura e Cosmos", Colectiva. Santiago de Compostela.
- 1996: "Pigmentos Autorizados". Barcelona. AFPPMC. Colectiva. Barcelona.
- 1997:

Diputación de La Coruña, "A memoria recobrada". La Coruña.
"Sonimag 98". Barcelona. Colectiva. Pabellón Asociación Fotógrafos Profesionales.
Diputación de La Coruña "Momentos de cine". Itinerante. Publicación.
Fundación Barrié de la Maza, "Galicia Terra Única". Colectiva. La Coruña.
- 1998: Palestina. "Arte por Palabra". Fundación Araguaney. Colectiva. Santiago de Compostela.
- 2002: "Botella tirada ao mar". Nunca Máis. Colectiva. Itinerante.

”A Paisaxe Humana”. Festival de Ortigueira 25 Aniversario. Ortigueira.
- 2003:

"Sonimag 03". Pabellón Danish Photo. Barcelona. Colectiva. 2003
"Marea de Luz". Colectiva. Itinerante.
- 2004:

"A Coruña vista por 6 fotógrafos + 6 pintores". Colegio Oficial de Arquitectos. La Coruña.
- 2005: Outono Fotográfico de Ourense. Maceda. "A Paisaxe Humana". Orense.
- 2006: Outono Fotográfico de Ourense. Colectiva. Orense.
- 2007:

"La historia en la pared". Colectiva. La Coruña 2007
"A Lonxa de Fisterra". Publicación. Colección Atlante. Grupo Indeza.
- 2008: "Unha Marea de Amor". C.O.F. Fundación Caixa Galicia. Colectiva. La Coruña.

"Quen puidera con vosco voar". Homenaje a Manuel Curros Enríquez. Kiosco Alfonso. Colectiva. La Coruña
- 2009: "A Coruña. La ciudad en el arte". Museo de Bellas Artes". Colectiva. La Coruña.

"Outono Fotográfico 2009". "Proxecta". Proyección digital. Colectiva. Orense.
- 2010: "Poemas alumeados". Centenario Luis Seoane. Biblioteca Miguel González Garcés. Colectiva. La Coruña.
- 2010: "Cámara Barroca". Colectiva itinerante. Dirección General del Patrimonio. Junta de Galicia.
- 2014: "CineGalicia 25". Colectiva. Museo Gaiás. Junta de Galicia.
- 2016: "Camiño de volta". Colectiva. Casa da Parra. Santiago. Junta de Galicia.
- 2017: "De Estudios abertos 2017". Individual retrospectiva. Estudio. La Coruña.
- 2018: "Monty4Ambigú". Colectiva. La Coruña.
- 2019: "Fotografía y Creatividad". Proyección fotográfica retrospectiva y conferencia. Real Academia Gallega de Bellas Artes. La Coruña.

"Nos Dominios da Urxencia". Colectiva. Fundación Luis Seoane. La Coruña.
"Exposición individual retrospectiva 1977-2007". Sala Municipal de Exposiciones Kiosco Alfonso. La Coruña.
- 2020: "Pandemia". Proyección video y música. Colectiva. Sala Municipal de Exposiciones Kiosco Alfonso. La Coruña.
- 2021: "49 razones". Reciclado textil artístico. Colectiva. Sala Casares Quiroga. La Coruña.
- 2023: "Xaime Cabanas". Sala Municipal de Exposiciones Kiosco Alfonso. Exposición fotográfica colectiva. La Coruña.

"Documental O Courel a memoria de Galicia". Proyección. DOA Pioneiros da música galega. Teatro Colón. La Coruña.
"Audiovisual Meteoro 82". Individual. Filmoteca de Galicia. La Coruña.
- 2024: "Documental O Courel a memoria de Galicia". Proyección. DOA. Casa-Museo Manuel María. Lugo.

### Publicaciones discográficas con DOA (música gallega popular y medieval)
- 1979: "O son da estrela escura" (Ruada) reeditado 2003 en SON de Galicia (La Voz de Galicia)
- 1984: "Polaridade" (Sociedad Fonográfica Asturiana / Ion Producciones) reeditado por Ye Records Dos Acordes SL. en 2002
- 1985: "Galiza a José Afonso" (2 temas en directo). (Edicións do Cumio)
- 2002: "Arboretum" (Doa, Xingra)
- 2006: "A fronda dos cervos" (Doa, Mare producciones)
- 2011: "A fronda dos cervos" (Doa, Fol Música)

### Otras grabaciones y colaboraciones musicales
- 1968: Grupo “Generación 49” (Belter) EP grabación y directos
- 1973: Grupo “Sopa de Sobre” directos
- 1974: Grupo N.H.U. directos
- 1975: "Inxilio" Dirección de Trinidad Aguirre (Tala Films), mediometraje en 16 mm. Música original en colaboración con Bernardo Martínez
- 1975: "Más o menos Alberti" Grupo “Teatro Zoo” (Madrid). Dirección de Eduardo Alonso. Música original en colaboración con Emilio Cao
- 1977: "Fonte do Araño" Emilio Cao (Novola), grabación y directos
- 1977: "Alcabre" Bibiano, grabación y directos.
- 1978: Grupo "Malvís" Cofundador
- 1980: Grupo de teatro "Troula" obra "“Pedro Madruga, Conde de Caminha, Señor de Soutomaior". Música original
- 1982: Grupo “Meteoro” directos
- 1983: Grupo “Metro” directos
- 2001: 'El bosque animado" (Dygra Producciones) grabación con Doa "Cantiga das árbores" "Cae o sol lentamente"
- 2004: "El Templo" Videojuego (Interacción) incorpora tema de Doa "Como soños de nacre"
- 2006: "Entre dous mares" Rosa Cedrón (Mare produccións) grabación
- 2007: "Isaac" Xosé Abad Audiovisual incorpora tema de Doa "Ancello do Silencio"
- 2008: "I Edición Premios Artesanía de Galicia" Audiovisual. Incorpora temas de Doa "Ancello do Silencio" y "O Cabalo do Souto"
- 2010: "The Beatles 50" para "Médicos sin Fronteras" Doa graba "Across The Universe" para el CD triple solidario
- 2012: "Deusa Tola" Grupo musical de Galicia, cofundador con Susana de Lorenzo, directos